# Romolo Siena

Romolo Siena con la moglie Ornella Virgili e il figlio Pierfilippo

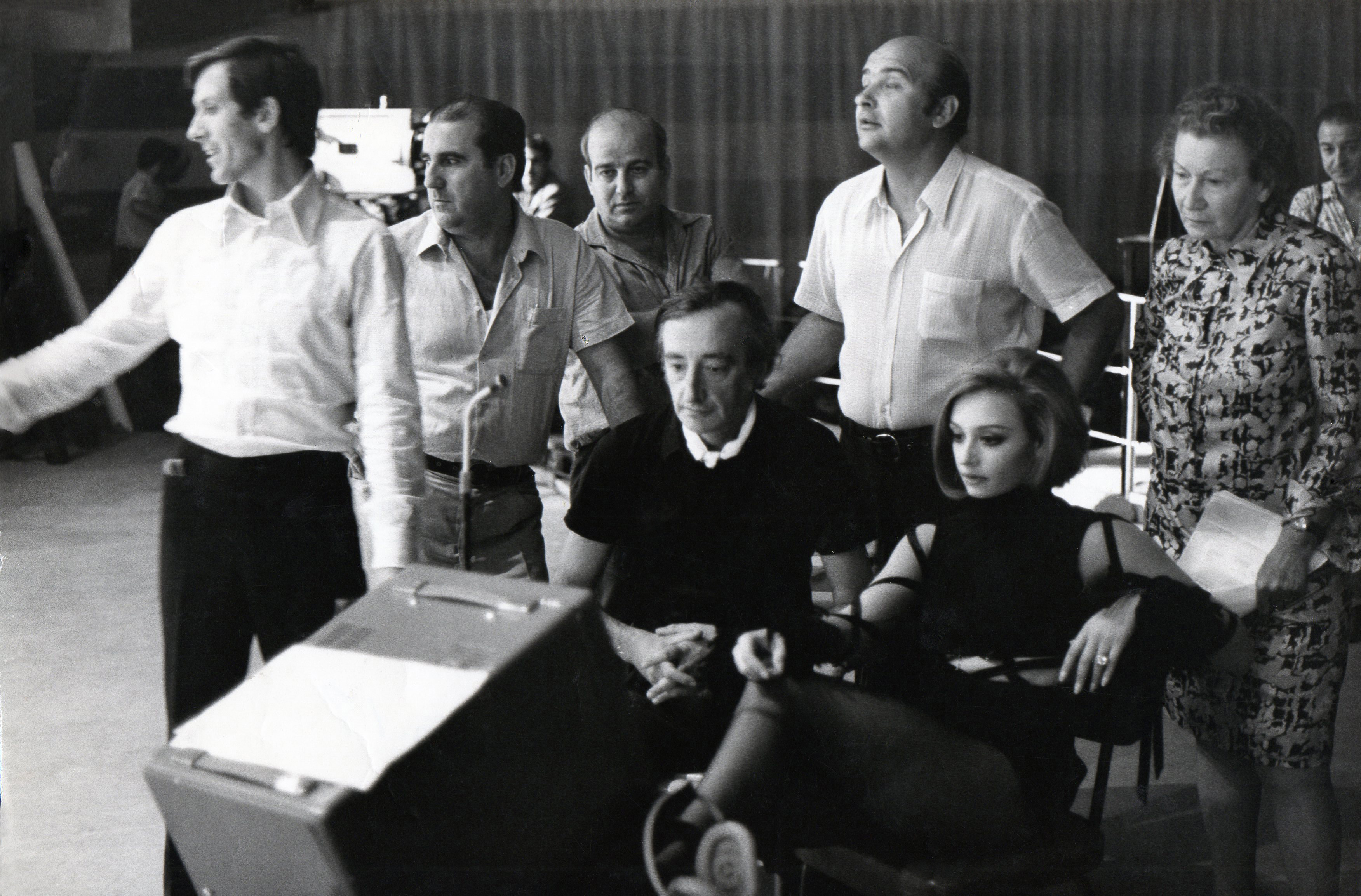
Romolo Siena con Raffaella Carrà durante le registrazioni di Canzonissima del 1970.

Romolo Siena (Alessandria, 18 aprile 1923 – Roma, 27 maggio 2004) è stato un regista e giornalista italiano.

## Biografia

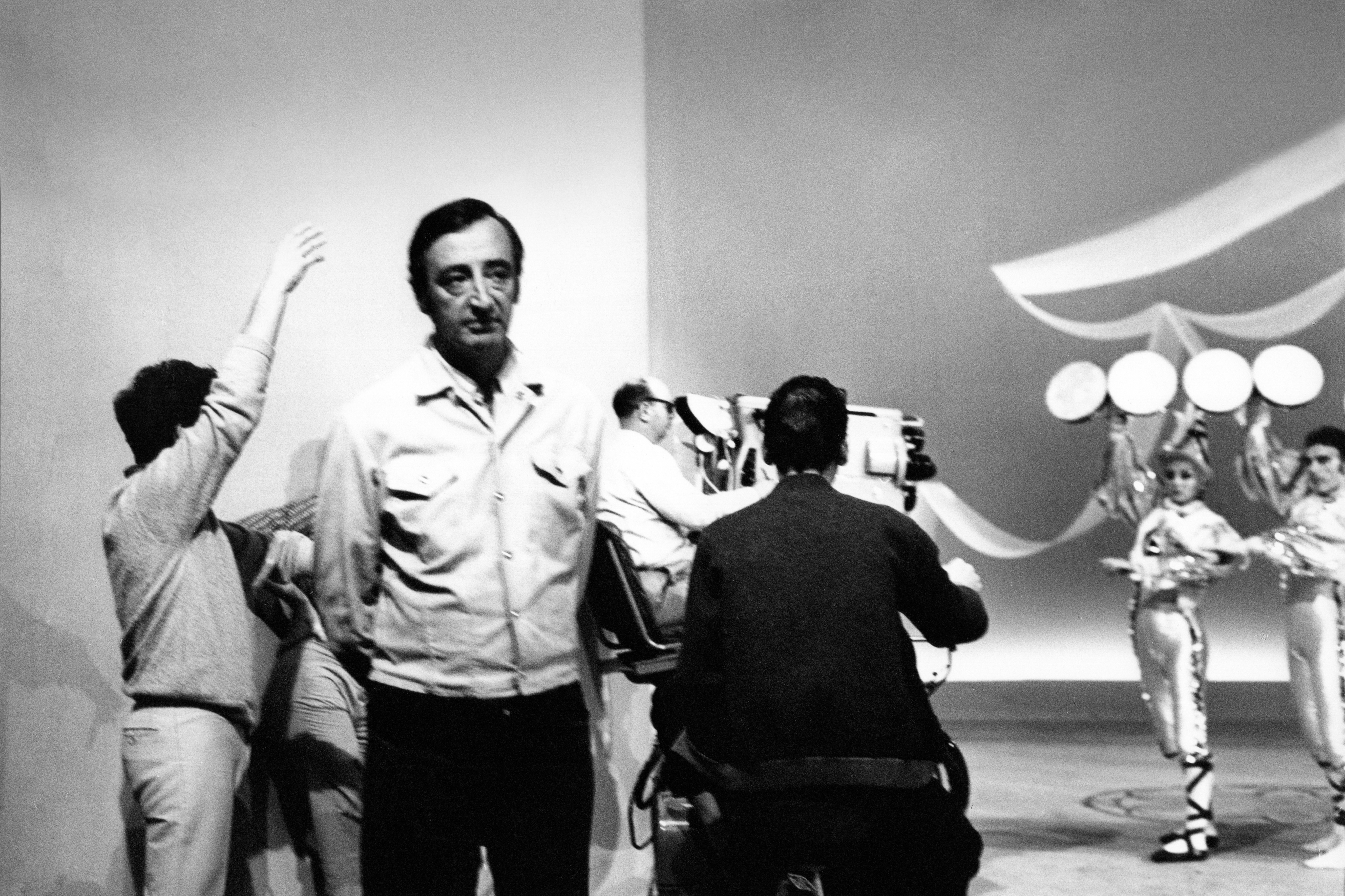
Romolo Siena durante la registrazione dell'Eurovision Song Contest

Iniziò la carriera come disegnatore di fumetti di guerra e d'avventura per gli Albi Impero e quindi come giornalista sportivo, collaborando con diverse testate giornalistiche, fra cui la Gazzetta dello Sport, di cui fu anche inviato al Giro d'Italia.
Nel 1953 passò a lavorare in una televisione italiana ancora in fase sperimentale dove realizzò la regia di alcuni eventi sportivi e di programmi per ragazzi (fra cui Il diario di Giulietta, 1954).
Raggiunge il successo grazie alla regia di Lascia o raddoppia?, il primo quiz televisivo, condotto da Mike Bongiorno e della prima edizione dello Zecchino d'Oro.
In seguito diresse moltissimi show televisivi tra cui diverse edizioni del Festival di Sanremo e di Canzonissima (tra cui quella denominata Partitissima) e l'Eurovision Song Contest 1965, edizione denominata Gran Premio Eurovisione della Canzone svoltasi a Napoli.
Collaborò a lungo con la coppia Sandra Mondaini e Raimondo Vianello nei programmi Tante scuse 1974; Di nuovo tante scuse 1975; Noi... no 1977, Io e la Befana 1978 e Stasera niente di nuovo 1981 e con Franco Franchi e Ciccio Ingrassia (Due ragazzi incorreggibili 1976, e Ridiamoci sopra 1982).
Giancarlo Governi e Guido De Maria, autori del programma per ragazzi SuperGulp! gli affidarono la regia del fumetto animato Sotto la bandiera del re della giungla con Cino e Franco.
Tra le altre trasmissioni dirette, A tutto gag (1980) con Sydne Rome, il programma per la TV dei ragazzi Il dirigibile, presentato dal cantante britannico Mal e dall'annunciatrice televisiva Maria Giovanna Elmi nel ruolo della hostess Azzurrina, il varietà Ci pensiamo lunedì (1983) con Alida Chelli e Renzo Montagnani. Realizza con quest'ultimo anche la sitcom Don Fumino nel (1992).
Successivamente si occupa delle riprese televisive di alcuni spettacoli teatrali, tra cui diverse edizioni del G.B. Show con Gino Bramieri e Niente sesso, siamo inglesi con Gianfranco D'Angelo.
Ebbe anche una parentesi in Fininvest, quando Silvio Berlusconi gli propose un contratto in esclusiva che rifiutò, accettando lo stesso di dirigere la trasmissione W le donne, con Andrea Giordana e Amanda Lear.
Lavorò anche per Napoli Canale 21 per curare la regia di format dedicati alla canzone napoletana.
È deceduto a 81 anni a causa di un cancro al polmone nella sua abitazione romana il 27 maggio 2004. Riposa al cimitero Flaminio di Prima Porta a Roma.
Gli è dedicato il sito web www.romolosiena.it, creato e mantenuto dal figlio Pierfilippo.

## Vita privata
Era sposato con Ornella Virgili, ex impiegata Rai, conosciuta al tempo di Lascia o raddoppia?, scomparsa il 9 maggio del 2010 per un linfoma. Ha avuto un figlio, Pierfilippo, anche lui attivo nel mondo dello spettacolo. Uomo mite e riservato, aveva come hobby la lettura di testi storici, il collezionismo di fumetti americani anni '30, '40 e '50, nonché di treni elettrici in miniatura, potendo vantare una collezione di diverse centinaia di pezzi.

## Dicono di lui
Dicono di lui: Raffaella Carrà: «è stato il mio primo regista, quello che mi ha condotto per mano. Era una persona fantastica, dolcissima, elegante, che mai faceva pesare la sua posizione». Bongiorno lo definisce «il regista ideale», Pippo Baudo lo ricorda come «un uomo discreto e schivo ma di grande esperienza. Con lui ho fatto la Canzonissima del 1972-73 e molti altri programmi». «Sia io che Raimondo abbiamo voluto molto bene a Romolo, è stato un regista della nostra vita, ha diretto i nostri varietà in Rai» dice la Mondaini, «Apparteneva a una televisione che oggi non c'è più». Concorda Renzo Arbore, che con Siena realizzò Speciale per voi nel '69: «Romolo era un signore, ha fatto la TV elegante, parola scomparsa dal lessico della TV di oggi».

## Opere

### Spettacoli musicali e varietà
- 1955 - Fortunatissimo
- 1955 - Lascia o raddoppia?
- 1955 - Duecento al secondo
- 1956 - Rascel la nuit
- 1959 - Campanile sera
- 1959 - Musica alla ribalta
- 1959 - Zecchino d'oro
- 1960 - Un due tre
- 1963 - Leggerissimo
- 1963 - Gran Premio
- 1964 - Carta bianca
- 1966 - Scala reale
- 1965 - Eurovision Song Contest 1965
- 1967 - Diamoci del tu
- 1967 - Partitissima
- 1970 - Speciale per voi
- 1970 - Io, Agata e tu
- 1970 - Canzonissima 1970
- 1971 - Rita '71
- 1972 - C'è Celentano
- 1972 - E perché no?
- 1972 - Ciclo Peppino De Filippo presso il Teatro del Mediterraneo di Napoli e trasmesso dalla Rai (con la direzione artistica di Peppino De Filippo):
  - Il malato immaginario (1972)
  - Cupido scherza e spazza (1972)
  - Quale onore (1972)
  - Don Raffaele Trombone (1972)
  - Pranziamo insieme (1972)
  - Le metamorfosi di un suonatore ambulante (1972)
- 1972 - Canzonissima 1972
- 1973 - Canzonissima 1973
- 1974 - Tante scuse
- 1975 - Di nuovo tante scuse
- 1975 - Totanbot
- 1975/1980 - Il dirigibile
- 1976 - Due ragazzi incorreggibili
- 1977 - Noi... no
- 1977 - Quantunque io
- 1977 - Tarantinella
- 1978 - Io e la Befana
- 1978 - Buonasera con...
- 1980 - A tutto gag
- 1981 - Stasera niente di nuovo
- 1982 - Ridiamoci sopra
- 1982 - Attenti a noi due
- 1982/1988 - G.B. Show
- 1983 - Ci pensiamo lunedì
- 1984 - W le donne
- 1985 - Supersera
- 1992 - Niente sesso, siamo inglesi
- 1993 - Saxa Rubra

### Serie televisive
- 1955 - Il diario di Giulietta
- 1992 - Don Fumino

Tra i progetti mai realizzati a cui aveva lavorato, si annovera anche un adattamento televisivo di uno dei più famosi romanzi scritti da Jules Verne, Robur il conquistatore, storia di un geniale inventore che a bordo di una nave volante chiamata Albatross viaggia per i cieli del mondo cercando di imporre la pace alle potenze mondiali. Vennero scritte le sceneggiature per sei puntate, realizzati dei bozzetti delle scenografie e dei costumi e persino costruito un modellino dell'aeronave ma senza che la televisione di Stato desse il suo benestare all'inizio della produzione.